# (466984) 2016 BV33
(466984) 2016 BV33 es un asteroide perteneciente al cinturón de asteroides, descubierto el 12 de febrero de 2002 por el equipo Spacewatch desde el Observatorio Nacional de Kitt Peak (Arizona, Estados Unidos).